# Martín de los Heros y de las Bárcenas
Martín María Pedro José Francisco de los Heros y de las Bárcenas (Manzaneda de la Sierra, Carranza, Encartaciones de Biscaia, 8 de novembre de 1783 – Madrid, 14 de març de 1859) va ser un polític liberal basc.

## Biografia
Va entrar en la carrera de les armes, en el Cos de Guàrdies de Corps. Va participar en la Guerra del francès, acabant la contesa amb el grau de Tinent Coronel. En 1818 va ser nomenat alcalde Ad Honorem de Valmaseda.
Va estar en la rebel·lió que va donar lloc al Trienni liberal a Las Cabezas de San Juan, sent tinent coronel. La reacció absolutista de 1823 el va obligar a viure exiliat fins a 1834. En 1835 va ser nomenat ministre de la Governació. En 1836 va ser elegit diputat de les Constituents i, novament ministre, però aquesta vegada de Fomento General del Regne. En 1840 va ser designat director de la Biblioteca Nacional d'Espanya i Intendent de la Reial Casa i Patrimoni de la Corona d'Espanya. Va ser separat de la seva comesa en 1843, en 1845 fou nomenat senador vitalici i es va retirar fins a 1854 a Valmaseda, d'on va tornar arran de la revolució, per ser novament Intendent de la Reial Casa. Va dimitir en 1856. Té carrer dedicat a Madrid. En 1847 fou un dels primers acadèmics de la Reial Acadèmia de la Història
Va morir a Madrid en 1859, quan era conseller d'Estat. Va ser autor de diversos escrits, entre ells la Historia de Valmaseda. En 1898 les seves restes mortals van ser traslladats al panteó de la família Hernández situat al cementiri de Valmaseda (Biscaia) pel seu nebot i hereu Juan Bautista de Hernández y Gorrita.

## Obres
- Memorias sobre la administración de la casa de la reina
- Bosquejo de un viaje histórico e instructivo de un español en Flandes (1835)
- Historia de Valmaseda